# Nuoto ai Giochi della XXIII Olimpiade - 200 metri farfalla femminili
La gara di nuoto dei 200 metri farfalla femminili dei Giochi della XXIII Olimpiade di Los Angeles fu disputata il 4 agosto 1984 presso il McDonald's Olympic Swim Stadium.
Hanno partecipato alle batterie di qualificazione 31 atlete: le prime 8 si sono qualificate per la finale A, mentre le successive 8 invece si sono qualificate per la finale B.

## Record
Prima di questa competizione, il record del mondo (WR) e il record olimpico (OR) erano i seguenti.
|  | 2'05"96 | Mary T. Meagher Stati Uniti | 13 agosto 1981 Brown Deer, Stati Uniti d'America |
|  | 2'10"44 | Ines Geissler Germania Est  | 21 luglio 1980 Mosca, Russia                     |

Durante l'evento sono stati migliorati i seguenti record:
| Data     | Evento   | Atleta          | Nazione     | Tempo   | Record |
| -------- | -------- | --------------- | ----------- | ------- | ------ |
| 4 agosto | Finale A | Mary T. Meagher | Stati Uniti | 2'06"90 |        |

## Risultati

### Batterie di qualificazione
| Pos | Batteria | Corsia | Atleta             | Nazione                 | Tempo   | Note      |
| --- | -------- | ------ | ------------------ | ----------------------- | ------- | --------- |
| 1   | 4        | 4      | Mary T. Meagher    | Stati Uniti             | 2'11"48 | QA        |
| 2   | 3        | 6      | Karen Phillips     | Australia               | 2'11"81 | QA        |
| 3   | 1        | 6      | Samantha Purvis    | Regno Unito             | 2'11"97 | QA,       |
| 4   | 3        | 4      | Nancy Hogshead     | Stati Uniti             | 2'12"10 | QA        |
| 5   | 4        | 5      | Ina Beyermann      | Germania Ovest          | 2'13"26 | QA        |
| 6   | 2        | 4      | Naoko Kume         | Giappone                | 2'13"31 | QA        |
| 7   | 1        | 5      | Sonja Hausladen    | Austria                 | 2'13"50 | QA,       |
| 8   | 2        | 5      | Janet Tibbits      | Australia               | 2'13"74 | spareggio |
| 8   | 4        | 3      | Conny van Bentum   | Paesi Bassi             | 2'13"74 | spareggio |
| 10  | 3        | 3      | Kiyomi Takahashi   | Giappone                | 2'14"37 | qB        |
| 11  | 1        | 3      | Roberta Lanzarotti | Italia                  | 2'14"53 | qB        |
| 12  | 4        | 6      | Jill Horstead      | Canada                  | 2'14"88 | qB        |
| 13  | 3        | 5      | Marie Moore        | Canada                  | 2'14"95 | qB        |
| 14  | 1        | 4      | Petra Zindler      | Germania Ovest          | 2'15"20 | qB        |
| 15  | 2        | 3      | Ann Osgerby        | Regno Unito             | 2'16"31 | qB        |
| 16  | 2        | 6      | Carole Brook       | Svizzera                | 2'18"66 | qB        |
| 17  | 2        | 2      | Monica Olmi        | Italia                  | 2'18"72 | qB        |
| 18  | 3        | 2      | Kathrine Bomstad   | Norvegia                | 2'19"46 |           |
| 19  | 1        | 2      | Gail Jonson        | Nuova Zelanda           | 2'20"55 |           |
| 20  | 1        | 7      | Anna Doig          | Nuova Zelanda           | 2'20"81 |           |
| 21  | 1        | 1      | Julie Parkes       | Irlanda                 | 2'20"85 |           |
| 22  | 2        | 7      | Lisa Ann Wen       | Taipei cinese           | 2'21"10 |           |
| 23  | 4        | 2      | Brigitte Wanderer  | Austria                 | 2'21"16 |           |
| 24  | 4        | 7      | Shelley Cramer     | Isole Vergini Americane | 2'22"39 |           |
| 25  | 2        | 1      | Faten Ghattas      | Tunisia                 | 2'22"58 |           |
| 26  | 3        | 7      | Hadar Rubinstein   | Israele                 | 2'22"78 |           |
| 27  | 3        | 8      | Chang Hui-chien    | Taipei cinese           | 2'24"89 |           |
| 28  | 4        | 8      | Blanca Morales     | Guatemala               | 2'25"03 |           |
| 29  | 3        | 1      | Jodie Lawaetz      | Isole Vergini Americane | 2'25"58 |           |
|     | 2        | 8      | Nevine Hafez       | Egitto                  | dns     |           |
|     | 4        | 1      | Karin Brandes      | Perù                    | dns     |           |

#### Spareggio
| Pos. | Corsia | Atleta           | Nazionalità | Tempo   | Note  |
| ---- | ------ | ---------------- | ----------- | ------- | ----- |
| 1    | 4      | Conny van Bentum | Paesi Bassi | 2'13"60 | QA    |
| 2    | 5      | Janet Tibbits    | Australia   | 2'15"54 | qB, r |

### Finale B
| Pos | Corsia | Atleta             | Nazione        | Tempo   | Note |
| --- | ------ | ------------------ | -------------- | ------- | ---- |
| 9   | 3      | Jill Horstead      | Canada         | 2'13"49 |      |
| 10  | 5      | Roberta Lanzarotti | Italia         | 2'14"54 |      |
| 11  | 6      | Marie Moore        | Canada         | 2'14"96 |      |
| 12  | 4      | Kiyomi Takahashi   | Giappone       | 2'16"27 |      |
| 13  | 8      | Monica Olmi        | Italia         | 2'16"47 |      |
| 14  | 2      | Petra Zindler      | Germania Ovest | 2'16"50 |      |
| 15  | 1      | Carole Brook       | Svizzera       | 2'16"74 |      |
| 16  | 7      | Ann Osgerby        | Regno Unito    | 2'19"10 |      |

### Finale A
| Pos     | Corsia | Atleta           | Nazione        | Tempo   | Note |
| ------- | ------ | ---------------- | -------------- | ------- | ---- |
| Oro     | 4      | Mary T. Meagher  | Stati Uniti    | 2'06"90 |      |
| Argento | 5      | Karen Phillips   | Australia      | 2'10"56 |      |
| Bronzo  | 2      | Ina Beyermann    | Germania Ovest | 2'11"91 |      |
| 4       | 6      | Nancy Hogshead   | Stati Uniti    | 2'11"98 |      |
| 5       | 3      | Samantha Purvis  | Regno Unito    | 2'12"33 |      |
| 6       | 7      | Naoko Kume       | Giappone       | 2'12"57 |      |
| 7       | 1      | Sonja Hausladen  | Austria        | 2'15"38 |      |
| 8       | 8      | Conny van Bentum | Paesi Bassi    | 2'17"39 |      |